# Aegialites subopacus
Aegialites subopacus är en skalbaggsart som först beskrevs av Van Dyke 1918.  Aegialites subopacus ingår i släktet Aegialites och familjen trädbasbaggar. Inga underarter finns listade i Catalogue of Life.